# Century: Age of Ashes
Century: Age of Ashes est un TPS free-to-play développé et édité par Playwing. Le jeu est sorti sur Microsoft Windows en décembre 2021 et est sorti sur PlayStation 4, PlayStation 5, Xbox One et Xbox Series en 2022.